# Alexandria (Louisiana)
Alexandria ist eine Stadt im US-Bundesstaat Louisiana sowie Verwaltungssitz des Rapides Parish. Sie befindet sich am Ufer des Red River in der Mitte des Bundesstaates. Das U.S. Census Bureau hat bei der Volkszählung 2020 eine Einwohnerzahl von 45.275 ermittelt.
Der Ort erhielt das Stadtrecht im Jahr 1882.
Im Jahr 1853 wurde das römisch-katholische Bistum Alexandria unter dem damaligen Namen Bistum Natchitoches errichtet. Die Kathedrale unter dem Patrozinium des heiligen Franz Xaver wurde 1899 geweiht.

## Infrastruktur
Etwa sieben Kilometer westlich der Innenstadt Alexandrias befindet sich der Alexandria International Airport.
Alexandria ist einer von mehreren Standorten der Louisiana State University im Rahmen des Louisiana State University Systems.
Das 1977 eröffnete Alexandria Museum of Art verfügt über einen umfangreichen Bestand zeitgenössischer Kunst aus Louisiana.

## Sport
Die Alexandria Warthogs waren eine US-amerikanische Eishockeymannschaft aus Alexandria. Das Team bestand nur von 1998 bis 2000 und spielte in der Western Professional Hockey League.

## Söhne und Töchter der Stadt
- Arna Bontemps (1902–1973), Schriftsteller
- John Cooksey (1941–2022), Politiker und Vertreter von Louisiana im US-Repräsentantenhaus
- Faith Ford (* 1964), Schauspielerin
- Randy Givens (* 1962), Sprinterin
- J. Tinsley Oden (1936–2023), Ingenieurwissenschaftler
- Muse Watson (* 1948), Schauspieler
- Kathleen E. Woodiwiss (1939–2007), Schriftstellerin